# Callistosporium chrysophorum
Callistosporium chrysophorum är en svampart som beskrevs av Singer 1962. Callistosporium chrysophorum ingår i släktet Callistosporium och familjen Tricholomataceae.   Inga underarter finns listade i Catalogue of Life.